# 크리스토페르 올손
마츠 크리스토페르 올손(스웨덴어: Mats Kristoffer Olsson, 1995년 6월 30일 ~ )은 덴마크 클럽 미트윌란과 스웨덴 국가대표팀에서 미드필더로 활약하고 있는 스웨덴의 프로 축구 선수이다.

## 구단 경력

### 아스널
올손은 그들의 2013년 극동지역 프리시즌 투어 동안 처음으로 아스널에서 뛰었다. 그는 토마시 로시츠키의 크로스에 이어 인도네시아 자카르타의 겔로라 붕 카르노 스타디움에서 인도네시아 국가대표팀을 상대로 아스널에서의 첫 골을 기록했다. 2013년 9월 25일 웨스트브로미치 앨비언과의 리그컵 경기에서 아이작 헤이든과 84분 교체 투입되어 아스널에서의 완전한 첫 경기를 치렀다.

### 미트윌란
2014년 9월 2일, 아스널은 올손이 2014년 말까지 덴마크의 미트윌란으로 임대 이적했다고 발표했다. 그는 오덴세와의 안방 경기에서 데뷔 전을 치렀고, 78분에 피오네 시스토를 위해 출전했다. 2014년 12월 27일, 덴마크 클럽은 아스널과 올손의 임대 이적을 영구화하기 위한 영구 계약이 합의되었다고 발표했고, 선수 본인은 새로운 3년 반 계약에 서명했다.

### AIK
2017년 1월 31일, 올손은 알스벤스칸의 AIK에 입단했다.

### 크라스노다르
2019년 1월 7일, 올손은 러시아 프리미어리그의 크라스노다르와 계약을 맺었다고 발표했다.

### 안데를레흐트
2021년 7월 21일, 그는 벨기에의 안데를레흐트와 4년 계약을 체결했다.

### 미트윌란으로의 복귀
2022년 8월 31일, 올손은 이전 클럽인 미트윌란으로 매입 옵션과 함께 한 시즌 임대 계약으로 복귀했다. 2023년 7월, 그는 클럽으로의 영구적인 이적을 완료했다.

## 국가대표팀 경력
올손은 다양한 청소년 수준에서 스웨덴을 대표했고 그의 경기 스타일은 프레디 융베리와 세바스티안 라르손과 같은 전 스웨덴 아스널 선수들과 비교되었다. 2015년 1월, 그는 코트디부아르와 핀란드와의 친선 경기를 위해 스웨덴 수석 선수단에 처음으로 소집되었다. 그러나, 그는 그 팀과의 첫 훈련에서 그의 다리가 부러졌다. 2017년 5월, 올슨은 폴란드에서 열릴 2017년 UEFA U-21 축구 선수권 대회를 위해 스웨덴의 선수단에 소집되었다.
2018년 11월 20일, 올슨은 스톡홀름의 프렌즈 아레나에서 러시아를 상대로 2018-19년 UEFA 네이션스리그에서 스웨덴 대표로 첫 경기를 치렀다. 올슨은 중원에서 시작하여 거의 모든 경기를 소화했다. 홈팀의 2-0 승리로 끝났고, 이로써 스웨덴은 UEFA 유로 2020의 플레이오프 진출권을 얻었을 뿐만 아니라 토너먼트의 다음 판에서 리그 A로 승격했다.